# Аксенин Василь Степанович
Василь Степанович Аксенин (4 лютого 1962, Литячі, Заліщицький район, Тернопільська область — 12 березня 2014, Ряшів, Польща) — інженер, приватний підприємець, громадський активіст, учасник Євромайдану, один із Героїв Небесної сотні. Герой України. Помер у лікарні від ран, отриманих від куль снайпера.

## Життєпис
Василь Аксенин народився 4 лютого 1962 року в с. Литячі (Заліщицький район, Тернопільська область) у сільській родині. Мати Ольга працювала дояркою, а батько Степан — місцевим лісником.
У 1979 році закінчив 10 класів Дорогичівської середньої школи. Після закінчення школи переїхав до міста Чернівці. Через рік у 1980 закінчив технічне училище № 3.
Трудову діяльність розпочав на заводі «Вимірювач» у Чернівцях. Працював радіомонтажником, потім інженером. Згодом організував власну справу. Працював приватним підприємцем. Був одружений, разом із дружиною Тетяною виховував двох синів — Юрія 1990 року народження та Богдана 1997 року народження. Відзначався принциповістю, відгукувався на потреби інших, завжди був готовий прийти на допомогу потребуючим. Був орнітологом-любителем, на дозвіллі розмножував та вирощував рідкісних та екзотичних птахів, виходжував поранених тварин.

### На Майдані
Неодноразово приїздив до столиці на Майдан, щоб підтримати протестувальників. Востаннє вирушив до Києва 18 лютого 2014 року, дізнавшись про загострення протистоянь у середмісті столиці.
Уранці 20 лютого 2014 року війська спецпідрозділу «Беркут», які дві доби вели активні бойові дії проти протестувальників на Майдані Незалежності, почали відступ. Ще о сьомій ранку Василь Аксенин зателефонував дружині та повідомив, що йде у наступ. О 8:55 на тодішній вулиці Інститутській, а нині вже алея Героїв Небесної Сотні, почався етап подій, який отримав назву «перший прорив», але після загибелі кількох мітингувальників о 9:07 люди відступили вниз по Інститутській. Біля Жовтневого палацу знаходився підрозділ спецназівців у чорній формі з жовтими пов’язками. О 9:12 вони взяли під контроль майданчик перед центральним входом до Жовтневого палацу та всю верхню терасу. Потім з’явилися бійці внутрішніх військ, а бійці у чорному однострої відступили. Протестувальники почали наступ на схили, щоб відтіснити силовиків від Жовтневого палацу.
Того ранку Василь Аксенин був одягнений у захисний бронежилет та металеву каску, а тому прикривав побратимів, з якими підіймався вгору до будівлі Жовтневого палацу. Незважаючи на бронежилет, приблизно в 9:16—9:17 отримав важке вогнепальне поранення у черевну порожнину. Куля пошкодила тазостегнову кістку. Побратими підхопили пораненого, поклали його на щит і винесли з-під обстрілу. Важкопораненого Василя було доправлено до 18-ї київської лікарні, а наприкінці лютого його скерували на лікування до клініки міста Ряшів у Польщі.
12 березня 2014 року Аксенин Василь помер у польській клініці внаслідок зупинки серця через отримане на Майдані поранення. Василю було 52 роки.
Зі слів Василя:
|  | «Мав суперброню — 10-кілограмовий бронежилет і каску залізну. Досі не розумію, як мене поранили, — важко говорить Василь Степанович. — На Інститутській погнався за «беркутятами». На мить почув, як обпекло щось, не можу рухатися. Снайпер поцілив просто в бік, в ту промежину, де не було захисту. Куля пройшла через живіт. Рана була розміром із кулак. За секунду піді мною стала калюжа крові. Хлопці під кулями тягнули мене за бронік до лікарні. Потім поклали на щит. Лікар казав, що коли добралися до рани, то з неї сипалася земля і попіл. Може, тому так довго не заживає. Лікарі радять пробути тут ще три місяці, щоб зажило. Потім виготовлять титановий суглоб і таз. Після імплантації він гоїтиметься ще стільки ж часу. Тоді пробуватиму ходити.» |

### Родина
Залишилися дружина Тетяна та двоє синів: Богдан та Юрій.

## Нагороди
- 21 листопада 2014 — Указом Президента України № 890/2014 звання Герой України з удостоєнням ордена «Золота Зірка» (посмертно) — за громадянську мужність, патріотизм, героїчне відстоювання конституційних засад демократії, прав і свобод людини, самовіддане служіння Українському народу, виявлені під час Революції гідності[2]. 20 лютого 2015 року Петро Порошенко вручив 107 орденів «Золота Зірка» Героя України родичам загиблих під час Революції гідності та АТО[3].
- 4 липня 2015 року патріарх УПЦ КП Філарет нагородив Героя почесною медаллю «За жертовність і любов до України» (посмертно)[4].
- Верховний архиєпископ Києво-Галицький УГКЦ Святослав 8 травня 2016 року відзначив почесною грамотою (посмертно).

## Вшанування пам'яті
Похований на Алеї слави центральному цвинтарі Чернівців.
27 березня 2014 року Рішенням 48-ї сесії Чернівецької міської ради VI скликання Василю Аксенину присвоєно звання почесний громадянин Чернівців. За це проголосували всі 46 депутатів, присутніх на сесії. Також вулицю Фрунзе перейменували на вулицю Василя Аксенина.
7 квітня 2016 року у Чернівцях на фасаді будівлі музею воєнної історії Буковини Чернівецького ліцею № 5 «Оріяна» (вулиця Аксенина Василя 2-Б) у пам’ять про подвиг Героя було відкрито меморіальну дошку.
7 квітня 2016 року відкрито пам’ятний знак на честь Героя Небесної сотні Василя Аксенина на фасаді музею воєнної історії в Чернівцях.
8 травня 2016 року під час Служби Божої в соборі Святого Юра у Львові подвиг Героя було відзначено Грамотою Верховного архієпископа Києво-Галицького Святослава (посмертно).
У Чернівецькому обласному центрі еколого-натуралістичної творчості учнівської молоді був відкритий контактний зоомайданчик пам’яті Василя Аксенина.
Ім’я та портрет Героя викарбувані на меморіалі Героїв Небесної Сотні у Києві, що на алеї Героїв Небесної Сотні, та на Меморіалі пам’яті Героїв Небесної Сотні у Львові (вул. Кривоноса).